# 빅토리아 롱리

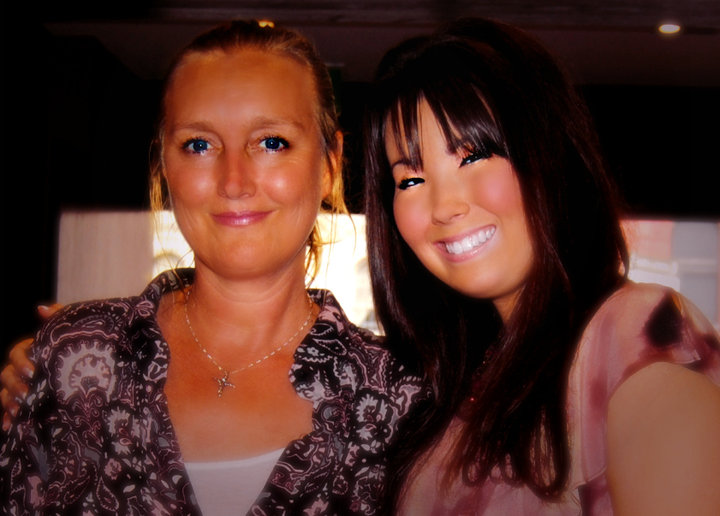

빅토리아 롱리(Victoria Longley, 1960년 9월 24일 ~ 2010년 8월 29일)는 오스트레일리아의 배우이다.
시드니에서 태어났다.

## 출연 작품

### 영화
- 셀리아 (1989)
- 터틀 비치 (1991, Turtle Beach)
- 위험한 아르바이트 (1993)
- 달라스 돌 (1994, Dallas Doll)

### 텔레비전
- Edens Lost (1989)
- 올 세인츠 (2000, 2002-04)
- 파스케이프 (2001)